# L'immoralista
L'immoralista è un romanzo di André Gide del 1902, che racconta l'inversione della coscienza morale occorsa al protagonista in seguito a una malattia e il seguente ritorno alla salute che sconvolge la sua fisiologia. Gide lo scrisse in simmetrica corrispondenza con il romanzo La porta stretta, scritto contemporaneamente ma pubblicato 7 anni dopo L'immoralista.

## Trama
In viaggio verso Tunisi in luna di miele con la nuova moglie, il letterato parigino Michel si ammala di tubercolosi. Mentre guarisce, riscopre i piaceri fisici del vivere e si ripromette di abbandonare gli studi del passato per vivere il presente.
Questi non è il Michel familiare ai colleghi e nemmeno il Michel che verrà accettato dalla società tradizionale: è costretto a nascondere i suoi nuovi valori sotto una facciata che adesso ha in odio.
Annoiato dalla società parigina, si trasferisce con la famiglia in una fattoria in Normandia. Lì è felice, specialmente in compagnia del giovane Charles, ma deve presto ritornare in città e in accademia. Michel è inquieto finché svolge la sua prima lezione e si imbatte in Ménalque, che ha da tempo oltraggiato la società, e in lui riconosce il riflesso del suo tormento. Michel torna a sud, si spinge nel deserto, finché, come racconta agli amici, si è perso in un mare di sabbia.

## Edizioni italiane
- L'immoralista, traduzione di Oreste Del Buono, Collana Biblioteca Universale Rizzoli nn.1273-1274, Milano, Rizzoli, 1958-2022. - Collana Highlander, Massa, Edizioni Clandestine, 2021, ISBN 978-88-659-6981-6.
- La porta stretta. L'immoralista, traduzione di Vanna Sanna ed Eugenia Scarpellini, Collana I grandi libri, Milano, Garzanti, 1966.
- L'immoralista. La porta stretta, traduzione di Sam Carcano, a cura di Carlo Bo, Collana GUM, Miano, Mursia, 1966, 1988, 2010, ISBN 978-88-425-8576-3.
- L'immoralista, traduzione di e Presentazione di Angela Cerinotti, Collana Acquarelli, Bussolengo, Demetra, 1994, ISBN 978-88-712-2381-0.
- L'immoralista, traduzione di e cura di Mariachiara Giovannini, Collana Stelle dell'Orsa, Alessandria, Orsa Maggiore Editrice, 1995. - Collana Ennesima, Rimini, Guaraldi, 1995, ISBN 978-88-804-9009-8.